# 山根キク
山根 キク（やまね きく、1893年6月1日 - 1965年4月23日）は、日本の考古学、歴史学の女性ジャーナリスト、社会活動家、政治家。「竹内文書」から強く影響を受けており、キリストやモーセの墓が日本にあると主張した。本名は山根 菊子（やまね きくこ）。

## 人物・生涯

### 年譜
- 1893年（明治26年）6月1日 - 山口県萩市に生まれる。実家は造り醤油屋[1]。
- 1900年（明治33年） - 母の勧めで浄土宗の寺の婦人会に出入りするようになり、茶や生け花を学ぶ[1]。
- 1902年（明治35年） - 9歳で母を亡くす[1]。
- 1906年（明治39年） - 寺の大施餓鬼法要で聴いた僧侶の説教に落胆する[1]。
- 1907年（明治40年） - 14歳のクリスマスの日にキリスト教に出会う[1]。
- 1909年（明治42年） - 16歳で真宗系の修善女学校に進学し、クリスチャンの同級生と教会に通い始めたが、親の反対に合い、女学校を中退する[1]。
- 1910年（明治43年） - 17歳のとき雑誌『婦人世界』で知った星田光代（日本に帰化したアメリカ人宣教師[2]）に憧れ、2年後、星田らが運営する軍人伝道会がある横須賀に行く[1]。
- 1912年（明治45年） - 横浜の共立女子神学校に入学したが、父が亡くなり帰郷、休学を挟んで3年をかけて卒業し、その後伝道活動に入る[1]。フェリス女学院に入学する。その後に桜井女塾に入学する。[要出典]
- 1920年（大正9年） - 婿を取り結婚(四男をもうけるものちに離婚)[3]。
- 1923年（大正12年）11月 - 婦人参政同盟の発会式に上村露子、深澤美恵子らと参加する。[4][5]
- 婦人参政権獲得運動に没入する。当時は犬養毅や頭山満等の知遇も得、久布白落実、平塚雷鳥、市川房枝、山田わか、生田花世、吉岡弥生、大妻こたか等の多くの婦人運動家と離合集散を繰り返しながら、日本初の女性による政談演説を東京下町の選挙演説会場において一千人以上の一般大衆を前に大成功に終わり、この事が評判になり日本全国遊説活動する。
- 1924年（大正13年）6月27日 - 婦人参政同盟[6]の臨時総会で理事が改選される。この理事の中には、山根菊子の名前がある。[7]
- 1924年（大正13年）12月6日 - 婦人参政権獲得期成同盟の創立委員となる。
- 1927年（昭和2年）11月20日 - 女子参政協会（山根菊子代表）は婦人参政同盟から脱会する。
- 1927年（昭和2年）-「日本婦人相愛会」の名のもとに派出婦会（家政婦紹介）を設立する。
- 1929年（昭和4年）- 幸徳秋水らが設立した萬朝報に入る。女性ではじめての婦人部長になる。
- 1930年（昭和5年）10月5日 - 日本と世界社の代表になる。貧民救済伝道事業雑誌『民衆公論』『女性時代』を創刊する。
- 1937年（昭和12年）10月5日 - 『光りは東方より : [史実]キリスト、釈迦、モーゼ、モセスは日本に来住し,日本で死んでゐる[8]』を発行する。
- 1939年（昭和14年）6月17日 - 国策文化協会の平林凡夫、同東隆夫、日大芸術学部教授仲木貞一らの一行が青森県三戸郡戸来村[9]を訪れ、映画「日本におけるキリストの遺跡を探る」のロケを行う。
- 1940年（昭和15年） - 太古研究会代表に就任する。10月刊行の『天国棟梁天皇御系図宝ノ巻き前巻・後巻』（児玉天民太古研究会本部）この後から児玉天民と同居生活が始まる。
- 1946年（昭和46年） - 第22回衆議院議員総選挙に東京都第1区で日本協同党から新人で立候補するも落選する。[10]
- 1952年 - 犬塚惟重（会長）、三浦関造（副会長）、下中弥三郎（名誉会長）、仲木貞一、小笠原孝次といった偽史関係者が集う日猶懇話会[11]が発足、これに参加[12]
- 1965年（昭和40年）4月23日 - 狭心症発作のため深夜自宅で就寝中に急死する。71歳であった。

## 著書
- 光りは東方より（1937年、日本と世界社）
- 天津祝詞ノ太祝詞事新解（1942年、日本と世界社）
- キリストは日本で死んでいる（1958年、平和世界社）
- 日本に秘められてある世界の正史（1964年、平和世界社）

## キリスト教の独自の日本化
山根は「竹内文書」から強く影響を受けており、キリスト教に関してエキセントリックな個人的見解を発表した。キリストは処刑されておらず、死んだのは弟で、キリストは日本に来て、日本の女性と結婚し娘をもうけたと主張した。そして山野を歩き回っては、キリストの墓やモーセの墓を「発見」し、キリスト教を日本化しようとした。山根は『光りは東方より』で、「キリストの遺言状」を知っていると述べ、石川県押水町の通称・三ツ子塚という古墳をモーゼの墓であると主張した。

### モーゼの墓
三ツ子塚には「聖者モーシェ大導位の霊位」という札が立てられ、山根の死後、宗教関係のグループなどが無断で立ち入るようになった。元々古墳にモーゼの伝説などなく、町の人々は困惑したが、押水町商工会はこれを町おこしとして利用しようと考え、1989年に「モーゼクラブ」を設立。町当局や教育委員会は歴史の偽造に加担することになり、宗教が絡むことから最初はかなり慎重な態度だったが、外部からの手ごたえが大きかったこともあり、町の予算1億5,000万円万を計上して古墳は整備された。町の関係者はこの古墳がモーゼの墓とは思っていなかったが、1993年に「伝説の森モーゼパーク」としてオープンした。